# Zachaenus carvalhoi
Zachaenus carvalhoi är en groddjursart som beskrevs av Eugenio Izecksohn 1983. Zachaenus carvalhoi ingår i släktet Zachaenus och familjen Cycloramphidae. Inga underarter finns listade i Catalogue of Life.
Arten är bara känd från kommunen Santa Teresa i delstaten Espírito Santo i östra Brasilien. Individer hittades vid cirka 650 meter över havet. Habitatet utgörs av lövskiktet på skogarnas grund. Levnadssättet antas vara som hos den andra arten i samma släkte - Zachaenus parvulus.
Vid fyndplatsen inrättades en skyddszon. Skogen i angränsande områden hotas av omvandling till jordbruksmark. IUCN kategoriserar arten globalt som otillräckligt studerad.